# Viện hàn lâm Nhi khoa Hoa Kỳ
Viện hàn lâm Nhi khoa Hoa Kỳ (Tên tiếng Anh: American Academy of Pediatrics, viết tắt: AAP) là hiệp hội chuyên nghiệp của các bác sĩ nhi khoa tại Hoa Kỳ, có trụ sở tại Elk Grove Village, bang Illinois
Viện hàn lâm Nhi khoa Hoa Kỳ được thành lập vào năm 1930 với 35 bác sĩ nhi khoa để giải quyết vấn đề liên quan đến tiêu chuẩn chăm sóc sức khoẻ trẻ em Hiện tại, Viện bao gồm 62.000 thành viên.
Viện hàn lâm Nhi khoa Hoa Kỳ có các chương trình xuất bản về lĩnh vực nhi khoa lớn nhất thế giới, với hơn 300 ấn phẩm dành cho độc giả thông thường và hơn 500 ấn phẩm dành cho các bác sĩ và chuyên gia chăm sóc sức khoẻ. AAP News là tờ tạp chí chính thức của Viện  và Pediatrics (Tạp chí Nhi khoa) là ấn phẩm nổi tiếng hàng đầu của AAP.